# Bufilina
Bufilina (łac. buphyllinum) – równomolowa mieszanina teofiliny oraz 2-amino-2-metylopropanolu, stosowana jako lek rozszerzający oskrzela.